# Hunsekoppa, Shikarpur
Hunsekoppa là một làng thuộc tehsil Shikarpur, huyện Shimoga, bang Karnataka, Ấn Độ.